# Buzău (rzeka)
Buzău – rzeka w południowo-wschodniej Rumunii.